# Lagocephalus gloveri
Lagocephalus gloveri is een  straalvinnige vissensoort uit de familie van kogelvissen (Tetraodontidae). De wetenschappelijke naam van de soort is voor het eerst geldig gepubliceerd in 1983 door Abe & Tabeta.
De soort staat op de Rode Lijst van de IUCN als Onzeker, beoordelingsjaar 1996.